# 荒川愛
荒川 愛（あらかわ あい、1980年8月19日 - ）は、日本の元グラビアアイドル、タレント。元所属事務所はアバンギャルド。

## 人物・来歴
山口県出身。
日本大学芸術学部大学院博士前期課程修了。中・高校の教員免許を持つ。
芸能活動の引退後、2009年11月に結婚式を挙げている。

## 出演

### テレビ
- 美女-H（テレビ東京）
- ミラクルH（テレビ東京）
- グラビアの美少女（MONDO21）

### DVD
- NO MANIFESTO FOR UESHIMA

## リリース作品

### 写真集
- あふれる愛（アクアハウス・2007年5月）

### DVD
1. ぷにゅろり（トリコ・2005年9月）
2. seijun vol.3（ジーオーティー・2005年12月）
3. リバア -river-（マジカル・2006年2月）
4. pp ～ピアニッシモ～（フォーサイド・ドット・コム・2006年3月）
5. Soft Love（ラインコミュニケーションズ・2007年2月）
6. あふれる愛（アクアハウス・2007年6月）
7. Kitten（フォーサイド・ドット・コム・2007年9月）
8. ぷにゅろり②（トリコ・2007年12月）
9. あ・い・ぼ♪（マジカル・2008年3月）

オムニバス作品
1. 3EARTH（マジカル・2006年1月）共演者：海川ひとみ、山口愛実
2. Idol FeatureS Avan5（マジカル・2008年3月）共演者：佐々木梨絵、浜田コウ、永島さや佳、神田茉里奈